# 천 (사상)
천(天)은 동아시아에서, 주로 중국인이 직관 내지 신앙이나 혹은 관념 조작으로 파악한 우주의 참된 실재(實在)를 말한다. 상대 (기원전 17~11세기) 동안 중국인들은 그들의 최고신을 상제(上帝)라고 불렀다. 주대에 상제는 천과 동일시되었고, 20세기 이전까 천 숭배가 중국의 정통 국교로 자리매김하였다.
머리 위에 퍼져 있는 천(天：하늘)의 인상에 자연 현상의 주재자라고 하는 직관이 결합되고 또한 인간의 도덕적 반성이 투영(投影)되어 천(天)의 신앙은 형성되었다. 의지나 목적을 지닌 인격신(人格神), 자손에게 은혜를 베푸는 조상, 우주의 근원 내지 창조자, 인간이나 만물 속에도 그 본성(本性)으로서 깃들이는 신 내지 법칙, 비인격적인 참된 실재, 운명, 인간의 감각을 초월한 이루 표현할 수 없는 우주의 근원 등 그 이미지는 다양하나, 우주의 궁극적 실재이며 인간의 의미 세계의 근원, 곧 윤리 도덕의 원천이라고 하는 점은 일관되고 있다.
천(天)은 '상제(上帝)'·'천제(天帝)'라고도 부른다. 도가(道家)의 '도(道)'나 주자가 파악한 '이(理)'도 이 전통적인 천(天)의 신앙을 기초로 하고 있다.

## 같이 보기
- 텡그리

## 참고 문헌
- 이 문서에는 다음커뮤니케이션(현 카카오)에서 GFDL 또는 CC-SA 라이선스로 배포한 글로벌 세계대백과사전의 내용을 기초로 작성된 글이 포함되어 있습니다.

1. ↑  Stefon, Matt (2010년 2월 3일). “Shangdi” (영어). Encyclopedia Britannica. 2023년 5월 1일에 확인함.